# Doeke Hulshuizen
Doeke Hulshuizen (Renkum, 30 november 1947) is een voormalige Nederlandse voetbalkeeper en voetbaltrainer.

## Spelerscarrière
Hulshuizen maakte in 1965 de overstap van Redichem naar de betaalde jeugd van Wageningen. Twee jaar later werd hij aan de selectie van het eerste elftal toegevoegd. In het seizoen 1967-68 debuteerde hij in het betaald voetbal. Omdat Wageningen hem niet de zekerheid van een contract kon bieden, ging Hulshuizen in militaire dienst, die hij vervulde in Suriname. Daar ging hij keepen voor M.V.V.

## Trainerscarrière
De Renkummer studeerde in 1974 af aan het CIOS in Sittard en was tussen 1974 en 1989 werkzaam als assistent-trainer bij achtereenvolgens Eindhoven, N.E.C., De Graafschap, Vitesse en VVV. In 1989 vertrok Sef Vergoossen naar MVV Maastricht en was de trainersstoel bij VVV vacant. De Venlose club stelde de ongediplomeerde oud-speler Norbert Ringels aan als trainer, met Hulshuizen - sinds 1987 wel in het bezit van de vereiste papieren - als diens co-trainer. Onder druk van de trainersvakbond VVON, die in Hulshuizen een soort stroman zag, hield Ringels het na één seizoen alweer voor gezien. Hierna beëindigde VVV ook de samenwerking met Hulshuizen. Tot 1994 was hij bij N.E.C. in dienst als hoofd jeugdopleiding, waarna hij technisch adviseur werd bij TOP Oss. Bij de Osse eerstedivisionist trad Hulshuizen tweemaal op als interim-trainer, in 1995 na het terugtreden van Hans Dorjee en in 1999 na het ontslag van Lex Schoenmaker.
Tijdens zijn pensioen werd hij ingezet als projectleider voor kansarme kinderen in Suriname om die aan het voetballen te krijgen. Hulshuizen woont in Malden.